# Claude Boulle
Responsable de la direction logicielle de la Compagnie internationale pour l'informatique, Claude Boulle est un ingénieur et dirigeant d'entreprises français qui a joué un rôle de pionnier dans l'architecture des systèmes d'informatique distribuée.

## Biographie
Responsable au début des années 1970 d'une entité « logiciel de base », Claude Boulle avait François Sallé comme directeur technique, et comme référent Denis Derville. Il a supervisé le lancement de Transiris, point fort de l'ordinateur Iris 80, un important logiciel de routage pour le transport des données d'un ordinateur vers d'autres ordinateurs, le premier à avoir été installé au sein même du système d'exploitation
Ce produit a ensuite été proposé sous le nom commercial de Datanet, également développé par Claude Boulle. À ce titre, il est aussi chargé du développement des mini-ordinateurs en France. Alors que la CII investit lourdement dans les communications, en logiciels comme en matériels, il mène une équipe d’architectes, avec Alain Bron, Michel Bourguignon, Charles de Bourbon et Michel Elie, pour la mise au point de la New Network Architecture, sur un modèle en couches pur, utilisant les datagrammes, comme Arpanet et Cyclades (réseau). Cet effort aboutit en 1975, à peu près à la date de la fusion avec Honeywell. Cette équipe travaillera à la fin des années 1970 à la normalisation ISO, puis sur DSA et ISO/DSA.
Lors de la fusion avec Honeywell, il mène les négociations avec les équipes américaines de Phoenix, en particulier John Couleur et Charles Bachman, pour les nouveaux choix de produits DSA. Il passe au centre de Massy-Palaiseau pour développer les télécoms, le Questar 400, les micro-ordinateurs et les stations de travail Unix. Son successeur constate que sept à huit ans après la fusion, l'esprit de l’équipe Siris 8 est resté intact, ses membres regrettant que la "Colline de Gambetta", à la direction générale, ne défendent pas plus leurs succès face à Honeywell, actionnaire majoritaire, même si elle peut compter sur Charles Bachman de ce côté, pour la normalisation, avec un succès en 1978.
Entre-temps, Claude Boulle avait auparavant été chargée par la direction du planning central, de François Sallé, de développer Datanet, un frontal dédié à l'administration de réseau, unifié pour les lignes 64 (modèles haut de gamme) et 66, en liaison avec Boston, Phœnix, et Paris, qui est le point fort de l’architecture DSA, pour l’imposer face à SNA, protocole réseau d'IBM. Produit jusqu'en 1991, le Datanet verra son parc installé atteindra 4500 systèmes. Le système d’exploitation CTOS du Questar 400 sera aussi affiné à Paris dans l’équipe de Claude Boulle.
En 1984, Philippe Picard, ancien responsable du réseau Transpac lui a succédé à la Compagnie internationale pour l'informatique, rebaptisée Bull, comme patron de activités réseau. Claude Boulle a pris alors la tête des études de Transac puis du réseau Transpac. En décembre 1996, revenu chez Bull, il est l'auteur d'un rapport pour faciliter le passage à la société de l'information.
Il a ensuite été vice-président du groupe "Authentification" du comité Consultatif économique et industriel industriel auprès de l’OCDE et a participé aux activités du Syndicat de l'industrie des technologies de l'information.